# Presidenti della Giunta dell'Andalusia
Il presidente della Giunta dell'Andalusia (in spagnolo Presidente de la Junta de Andalucía) o semplicemente presidente dell'Andalusia (Presidente de Andalucía), è il capo del governo della comunità autonoma spagnola dell'Andalusia.
L'attuale presidente dell'Andalusia è Juan Manuel Moreno del Partito Popolare, che ricopre la carica dal 18 gennaio 2019.

## Elenco
| Immagine                                            | Immagine                                            | Presidente (Nascita–Morte)                          | Partito                                             | Mandato                                             |
| Presidenti della Giunta pre-autonoma dell'Andalusia | Presidenti della Giunta pre-autonoma dell'Andalusia | Presidenti della Giunta pre-autonoma dell'Andalusia | Presidenti della Giunta pre-autonoma dell'Andalusia | Presidenti della Giunta pre-autonoma dell'Andalusia |
| --------------------------------------------------- | --------------------------------------------------- | --------------------------------------------------- | --------------------------------------------------- | --------------------------------------------------- |
|                                                     |                                                     | Plácido Fernández Viagas (1924–1982)                | PSOE                                                | 27 maggio 1978 – 2 giugno 1979                      |
|                                                     |                                                     | Rafael Escuredo (1945)                              | PSOE                                                | 2 giugno 1979 – 3 agosto 1982                       |
| Presidenti della Giunta dell'Andalusia              |                                                     |                                                     |                                                     |                                                     |
|                                                     |                                                     | Rafael Escuredo (1945)                              | PSOE                                                | 3 agosto 1982 – 14 marzo 1984 (dimesso)             |
|                                                     |                                                     | José Rodríguez de la Borbolla (1947)                | PSOE                                                | 14 marzo 1984 – 26 luglio 1990                      |
|                                                     |                                                     | Manuel Chaves (1945)                                | PSOE                                                | 26 luglio 1990 – 7 aprile 2009 (dimesso)            |
|                                                     |                                                     | Gaspar Zarrías (1955)                               | PSOE                                                | 7 aprile 2009 – 23 aprile 2009                      |
|                                                     |                                                     | José Antonio Griñán (1946)                          | PSOE                                                | 26 aprile 2009 – 6 settembre 2013 (dimesso)         |
|                                                     |                                                     | Susana Díaz (1974)                                  | PSOE                                                | 6 settembre 2013 – 18 gennaio 2019                  |
|                                                     |                                                     | Juan Manuel Moreno (1967)                           | PP                                                  | 18 gennaio 2019 – in carica                         |